# Ornitolito
Un ornitolito (del griego "ὄρνις - ὄρνιθος", "ornis - ornithos", "pájaro" y λίθος lithos, 'piedra') es un artefacto arqueológico elaborado en piedra con forma de ave.
Están estrechamente relacionados con los zoolitos y antropolitos. Los hallazgos más notables se encuentran en Sudamérica, fundamentalmente en Uruguay. Se destaca el ornitolito del Tacuarí, que recuerda la "tradición sambaquí" del sudeste del Brasil, por lo que se considera que, en vez de haber sido realizada por indígenas del Uruguay, probablemente se trate de un producto de un intercambio cultural.
Se puede suponer que estos objetos servían como morteros para la mezcla de alucinógenos con fines ceremoniales. Esta pieza denota una sociedad sofisticada, y es muy escasa, por lo que no son infrecuentes las falsificaciones.